# Tibouchina versicolor
Tibouchina versicolor là một loài thực vật có hoa trong họ Mua. Loài này được Cogn. miêu tả khoa học đầu tiên.

## Hình ảnh

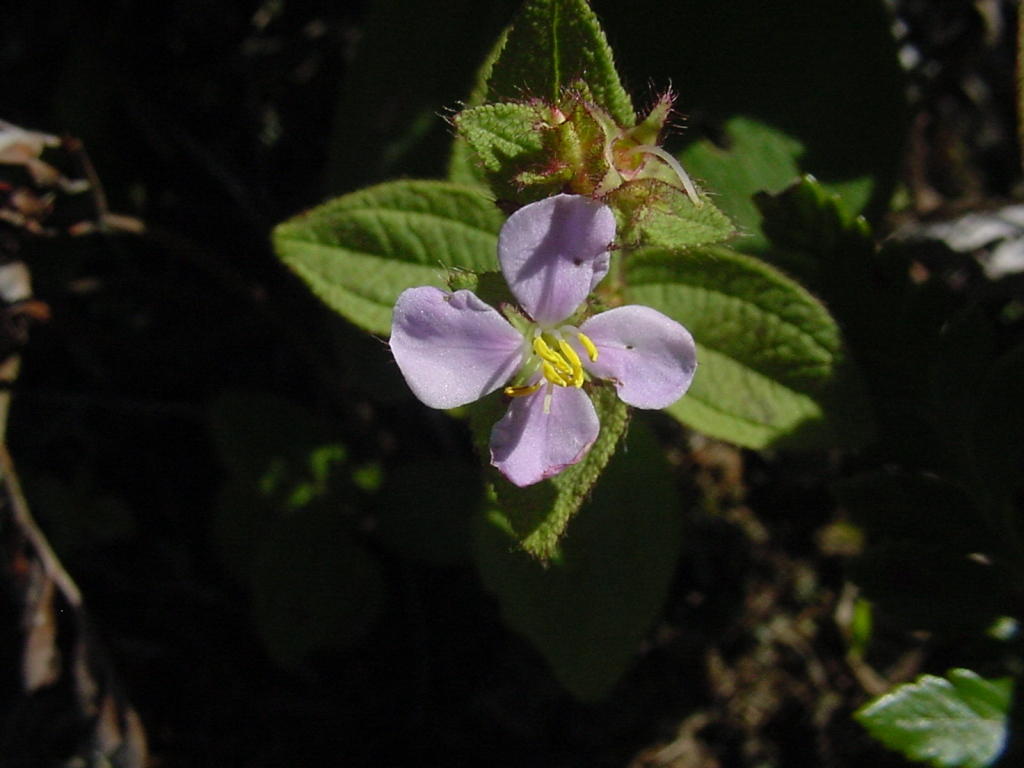